# Walenty Wierzycki
Walenty Wierzycki herbu Świnka (ur. 27 stycznia 1809 w Piętnie (województwo wielkopolskie), zm. 8 lipca 1871 w Warszawie)  – polski ziemianin, działacz samorządowy, społeczny i niepodległościowy.
W latach 30. XIX wieku był ekonomem w Niechmirowie, na przełomie lat 40. przeniósł się do Brzeźnia, gdzie był rządcą, a później dzierżawcą majątku. Został wylegitymowany ze szlachectwa. Wszedł w skład Towarzystwa Rolniczego w Warszawie z okręgu sieradzkiego. W 1862 roku został wybrany na członka rady powiatu sieradzkiego. Uczestniczył w działaniach przygotowawczych przed powstaniem styczniowym .
Walenty Wierzycki był synem Filipa, a prawnukiem Michała Wierzyckiego, subdelegata brańskiego w 1747 roku. Miał starszego brata Franciszka (1798 – po 1850).
W 1832 roku ożenił się w Rząśni z Anną Bedyńską (1804–1873), z którą miał co najmniej 10 dzieci. Byli to:
- Józef Feliks Zbigniew (1833–1918), który ożenił się z Aleksandrą Kostecką (córką Kajetana Józefa h. Lubicz i Eleonory z domu Dzierzgowskiej), wylegitymowany przed Heroldią Królestwa Polskiego[1]
- Franciszka Cecylia (1834–1900), późniejsza żona Jana Grzegorza Pietraszewskiego
- Stanisław Kostka Józef[1] (1836–1889), który ożenił się z Józefą Aleksandrą Kostecką h. Prawina, córką Alojzego Gonzagi Kosteckiego (brata Kajetana Józefa) i Aleksandry Scholastyki z domu Przechadzkiej h. Prus II
- Ludwik Hipolit Bolesław[1] (1838 – po 1892).
- Emilia Faustyna (~1841–1854)
- Marianna Antonina Florentyna (1843–1886), późniejsza żona Franciszka Wawrzyńca Kosteckiego, syna Kajetana Józefa Kosteckiego i Eleonory z domu Dzierzgowskiej
- Honorata Florentyna (1844–1850)
- Bronisława Stanisława Lucyna (1846–1898), późniejsza żona Antoniego Jacuńskiego, rodzice m.in. Janiny odznaczonej medalem Sprawiedliwy wśród Narodów Świata, Antoniego, odznaczonego Medalem Niepodległości żołnierza Legionów, uczestnika wojny polsko-bolszewickiej i oficera Armii Krajowej, czy Marii Kazimiery Józefy, późniejszej żony Władysława Maciejewskiego
- Walentyna (1848–1910), późniejsza żona Kazimierza Kosteckiego (wnuka Franciszka Kosteckiego), rodzice m.in. Anny Podgórskiej
- Adam (1849–1849).